# Emisia continuă
Emisia continuă este un film românesc din 1984 regizat de Dinu Tănase. Scenariul filmului este inspirat din nuvela „Ipoteza C” a lui Aurel Mihale, care a fost inclusă în volumul Șase nopți și șase zile (Ed. Cartea Românească, București, 1984). Rolurile principale au fost interpretate de actorii Dan Condurache, Florin Anton, András Török⁠ și Ștefan Mîntulescu.

## Distribuție
- Dan Condurache — cpt. Cernea, comandantul companiei care apără stația „Radio România” de la Bod, activist comunist ilegalist
- Florin Anton — lt. Radu Gherghina, locțiitorul comandantului companiei, student la Facultatea de Istorie și fotbalist amator
- András Török⁠(hu)[traduceți] — cpt. Wolf, comandantul unității militare germane care atacă stația „Radio România” de la Bod, negustor de artă în timp de pace (menționat Andrei Török⁠)
- Ștefan Mîntulescu — slt. Paul Cristescu, prietenul lui Gherghina, adversar declarat al ascetismului
- Ion Fiscuteanu — sergentul major Pîrvu, subofițer în cadrul companiei (menționat Ioan Fiscuteanu)
- Remus Mărgineanu — soldatul Petrică, țăran, ordonanța și consăteanul locotenentului Gherghina
- Vasile Nițulescu — Tudose, ceferistul de la canton, activist comunist ilegalist, omul de legătură al cpt. Cernea
- Mitică Popescu — Stoica, inginerul responsabil al stației „Radio România” de la Bod
- Rodica Negrea — Florentina, nepoata inginerului Stoica care abia a sosit de la București
- Maria Junghietu — Maria, soția căpitanului Cernea
- Aurelia Sorescu — doamna Lotte von Horst, soția generalului german von Horst (comandantul unui regiment de tancuri), pictoriță
- Paul Lavric — nea Crișan, mecanicul de întreținere al uzinei electrice a stației radio
- Cristian Arieșanu
- Wolfgang Ernst — Obersturmbannführer SS Vogel, comandantul trupelor SS dizlocate în regiunea Brașovului
- Siegmund Siegfried — Obersturmführer SS, adjutantul lui Vogel
- Adrian Georgescu — caporalul Costel Lazăr, șoferul autocisternei
- Eugen Mercus
- Petre Moraru
- Constantin Duțu
- Péter Marosi⁠(hu)[traduceți] (menționat Peter Marosi)
- Gilberta Arieșanu
- Petre Simionescu — colonelul medic din Brașov
- Nicolae Albani — Morariu, prim-secretarul organizației PCR Brașov, activist comunist ilegalist
- Valentin Voicilă
- Vasile Popa
- György Kárp⁠(hu)[traduceți]
- Vasile Vasiliu
- Maia Țipan
- Ligia Moga
- Viorica Mischilea
- Livia Kasovski
- Emil Tausch
- Horia Mureșan
- Constantin Păun
- Mircea Stoian
- Silviu Man
- Ovidiu Ciobanu
- Richard Regian
- Dan Nanoveanu
- Ionel Micu
- Marilena Moisescu
- Mircea Ciubancan
- Nela Suciu
- Iulian Popovici
- Ionică Donciu
- Victor Rebengiuc — crainicul care comunică mesajul către țară al noului guvern (nemenționat, doar voce)

## Producție
Filmările au avut loc în perioada ____. Cheltuielile de producție s-au ridicat la ___ lei.

## Primire
Filmul a fost vizionat de 2.035.917 de spectatori în cinematografele din România, după cum atestă o situație a numărului de spectatori înregistrat de filmele românești de la data premierei și până la data de 31 decembrie 2014 alcătuită de Centrul Național al Cinematografiei.